# Jezdimir Stanković
Jezdimir "Jezda" Stanković je bivši srpski rukometni trener.

U razdoblju od 1968. do 1975. godine vodio je seniorsku žensku reprezentaciju Jugoslavije, timski s dr. Zoranom Pantazisom i Vilimom Tičićem, ali i samostalno.
Bio je izbornik muške seniorske reprezentacije Jugoslavije u razdoblju od 1978. do 1980. godine i od 1989. do 1991. godine. Za to vrijeme je osvojio 6. mjesto na Olimpijskim igrama 1980., dvije zlatne medalje na Mediteranskim igrama 1979. i 1991., srebrnu medalju na Igrama dobre volje 1990., te zlatnu medalju na Balkanskim igrama 1979. u Varaždinu.
U razdoblju od 1991. do 1995. godine je bio izbornik Srbije i Crne Gore.